# Incendio boschivo

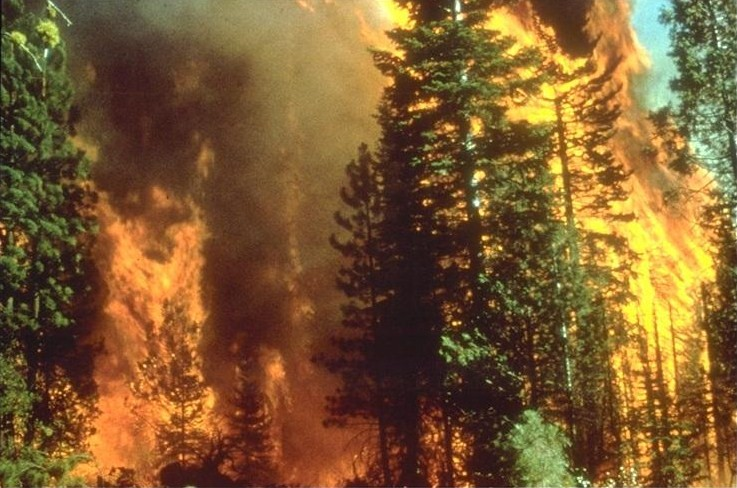
Incendio boschivo in California

L'incendio boschivo è un incendio incontrollato che si sviluppa in un'area ricca di vegetazione combustibile al di fuori dei centro abitato o in una landa ricoperta da alberi ed arbusti.
A seconda della modalità di propagazione si distinguono tre tipologie di incendi boschivi, a volte anche contestuali: incendio di chioma, incendio radente o di lettiera, incendio sotterraneo.
A seguito dell'aumento delle temperature e siccità in atto, si stanno verificando nel globo incendi di vaste proporzioni denominati mega incendi.

## Definizione giuridica italiana
Legge 21 novembre 2000, n. 353, in materia di "incendi boschivi". L'incendio boschivo è definito dall'art. 2 della legge 353/2000 come «un fuoco con suscettività a espandersi su aree boscate, cespugliate o arborate, comprese eventuali strutture e infrastrutture antropizzate poste all'interno delle predette aree, oppure su terreni coltivati o incolti e pascoli limitrofi a dette aree».
Sotto il profilo della responsabilità penale per chi cagioni un incendio, l'art. 423-bis del codice penale così dispone:
- chiunque cagioni un incendio su boschi, selve o foreste ovvero su vivai forestali destinati al rimboschimento, propri o altrui, è punito con la reclusione da quattro a dieci anni;
- se l'incendio è cagionato per colpa, la pena è la reclusione da uno a cinque anni;
- le pene sono aumentate (fino a un terzo) se dall'incendio deriva pericolo per edifici o danno su aree protette; sono aumentate della metà, se dall'incendio deriva un danno grave, esteso e persistente all'ambiente.

Ai fini dell'integrazione del delitto di incendio boschivo non è sufficiente l'atto di appiccare il fuoco, ma occorre che l'evento assuma i caratteri previsti dalla definizione di incendio contemplata dalla legge ossia, secondo la giurisprudenza, un fuoco di vaste dimensioni, che abbia tendenza a diffondersi e sia di difficile spegnimento.
Nella pratica non è sempre agevole definire quale sia un incendio boschivo perché è necessario fare riferimento all'altro concetto chiave: quello di bosco. La difficoltà deriva dal fatto che ciascuna regione italiana ha una propria definizione di bosco. (Le regioni hanno competenza primaria in materia di politiche forestali). A queste definizioni bisogna rifarsi per avere certezza se un incendio che interessa il territorio ricada nel caso di incendio boschivo o nel caso di incendio più generale.